# Amelia Earhart: El vuelo final
Amelia Earhart: El vuelo final (título original: Amelia Earhart: The Final Flight) es un telefilme de 1994 dirigido por Yves Sinoneau y protagonizado por Diane Keaton, Rutger Hauer y Bruce Dern. 
Está basado en la biografía de 1987 de Doris L. Rich 1987 sobre Amelia Earhart y es un relato sobre la vida de la famosa aviadora, que en 1937 intentó volar en solitario alrededor del mundo desapareciendo durante ese viaje sin dejar rastro.

## Argumento
Es el año 1937. Amelia Earhart emprendió entonces una circunnavegación del mundo a lo largo del ecuador terrestre. Lo hizo con el apoyo de numerosos patrocinadores y su esposo, quien percibió la atención de los medios y los nuevos ingresos.
Tras un aterrizaje forzoso, el vuelo estuvo a punto de terminar. Sin embargo el gobierno estadounidense cubrió los costos de la reparación al respecto a cambio de que Amelia espiara el territorio continental japonés. Debido a que el equipo de navegación no era adecuado para este vuelo, la piloto perdió una base en el océano Pacífico. Finalmente, al agotarse el combustible, envió un último mensaje por radio.

## Reparto
| Actor                | Personaje                            |
| -------------------- | ------------------------------------ |
| Diane Keaton         | Amelia Earhart                       |
| Rutger Hauer         | Fred Noonan                          |
| Bruce Dern           | George Putnam                        |
| Paul Guilfoyle       | Paul Mantz                           |
| David Carpenter      | Harry Manning                        |
| Denis Arndt          | Joseph Laughlin                      |
| Diana Bellamy        | Sra. Atkinson                        |
| Heather Lauren Olson | Chica joven y seguidora              |
| Don Bloomfield       | Sid Smith                            |
| Nancy Lenehan        | Presentadora de un programa de radio |

## Producción
El telefilme fue filmado en California y en Quebec. Una vez terminado, se estrenó el 12 de junio de 1994.

## Recepción
Hoy en día la película ha sido valorada en portales cinematográficos. En IMDb, por ejemplo, con 464 votos registrados, el largometraje obtiene una media ponderada de 6,0 sobre 10. En cuanto a Rotten Tomatoes, los menos de 50 votos registrados le dieron allí una valoración media de 2,5 de 5. Adicionalmente cabe destacar, que en La Vanguardia el 50 % de los usuarios registrados en ese periódico le dan una valoración positiva al telefilme.